# M113AS4
M113AS4 – australijska modernizacja transportera opancerzonego M113A1 powstała w latach 2007–2012. Modernizacje obejmują wzmocnienie pancerza, zastosowanie nowej jednostki napędowej, a także montaż nowego uzbrojenia.

## Historia
W roku 2000 australijski departament obrony zainicjował Project LAND 106. Zakładał on m.in. odmłodzenie posiadanych transporterów M113 (wymiana układu napędowego, uzbrojenia, systemów elektronicznych oraz wzmocnienie pancerza). Miało to przystosować posiadane pojazdy do wymogów XXI wieku. W roku 2002 podpisano umowę z firmą Tenix Defence Pty Ltd. Głównym partnerem technologicznym Tenix została niemiecka spółka FFG.
Nowe pojazdy otrzymały oznaczenie M113AS4 (M113 Australian Version 4).
W listopadzie 2007 roku pierwsze cztery egzemplarze nowego transportera oficjalnie przekazano australijskiej armii. Ceremonia przekazania do 7th batalionu zmechanizowanego Royal Australian Regiment odbyła się w Robertson Barracks.

## Konstrukcja
W nowym pojeździe wzmocniono opancerzenie za pomocą dodatkowych warstw ceramicznych. Ponadto zastosowano wewnątrz wykładziny przeciwodłamkowe. Tak wzmocnione opancerzenie zapewnia ochronę przed pociskami kal. 14,5 mm oraz chroni przed skutkami wybuchów min i IED.
M113AS4 posiada nowy silnik MTU 6V199TE o mocy 355 KM, nową skrzynię biegów oraz nowy układ przeniesienia napędu. Takie zmiany wymusiły wydłużenie pojazdu w stosunku do M113 o 66 cm i zastosowanie dodatkowej pary kół nośnych.
W M113AS4 zmieniono także uzbrojenie. Wielkokalibrowy karabin maszynowy M2 zamocowany na dachu transportera zastąpiła mała, jednoosobowa wieża. W wieży zainstalowano wkm M2 HB QCB kal. 12,7 mm.

## Warianty
Podstawowym wariantem pojazdu jest transporter opancerzony (M113AS4 APC). Ponadto występują wersje specjalistyczne m.in.:
- M113AS4 ARVL – wóz zabezpieczenia technicznego,
- M113AS4 AA – ambulans opancerzony,
- M113AS4 ACV – wóz dowodzenia,
- M113AS4 ALV – pojazd logistyczny.